# Quân hàm Quân đội Quốc gia Afghanistan
Quân đội Quốc gia Afghanistan được phân làm 3 nhóm nhân viên gồm cấp hạ sĩ quan, sĩ quan và tướng. Cấp bậc cao nhất của Quân đội Quốc gia Afghanistan là Nguyên soái được phong cho Mohammed Fahim. 

## Hạ sĩ quan
| Quân đội Quốc gia Afghanistan |                    |                   |          |        |                      |
| Tiếng Pashto                  | لومړی بریدمل       | سرپرک مشر         | ساتنمن   | پرکمشر | د خصوصي لومړی ټولګی؛ |
| Hệ thống phương tây           | Trung sĩ hạng nhất | Trung sĩ tham mưu | Trung sĩ | Hạ sĩ  | Binh nhất            |

## Sĩ quan
| Quân đội Quốc gia Afghanistan |        |          |          |        |              |             |              |
| Tiếng Pashto                  | ډګروال | ډګرمن    | لوی      | کپتان  | د ټیټو کپتان | دوهم بریدمن | د ټیټو ډګرمن |
| Hệ thống phương tây           | Đại tá | Trung tá | Thiếu tá | Đại úy | Thượng úy    | Thiếu úy    | Chuẩn úy     |

## Cấp tướng
| Quân đội Quốc gia Afghanistan |             |           |             |             |             |
| Tiếng Pashto                  | مارشال      | جنرال     | ډګرجنرال    | تورن جنرال  | برید جنرال  |
| Hệ thống phương tây           | Nguyên soái | Đại tướng | Trung tướng | Thiếu tướng | Chuẩn tướng |